# Gherandasamhita
Die Gherandasamhita (Sanskrit: धेरंड संहिता gheraṇḍasaṃhitā f. „Gherandas Sammelwerk“) ist eine der wichtigsten traditionellen Schriften über Hatha Yoga.

## Autor und Werk
Der Autor Gheranda ist nur aus dem vorliegenden Werk bekannt. Demnach war er ein Vishnuit aus Bengalen, was anhand der Nahrungsvorschriften geschlossen werden kann. Die Gherandasamhita stammt aus der 2. Hälfte des 17. Jahrhunderts und ist damit deutlich jünger als die Hathapradipika. Beide beruhen auf einem älteren Werk und einige Verse der beiden Werke sind identisch. Ein weiterer gemeinsamer Vorgänger ist das Gorakshashataka.

## Inhalt
Die Gherandasamhita beschreibt recht ausführlich diverse Yogapraktiken. Die Schrift ist als Gespräch zwischen dem Lehrer Gheranda und seinem Schüler Chanda Kapali konzipiert. Es umfasst sieben Kapitel und 351 Verse.

### 1. Shatkarmasadhana
Das erste Kapitel beginnt mit einer Begrüßung. Danach wird yoga als „stärkste Kraft“, maya als stärkste Fessel bezeichnet, der höchste Freund ist Wissen (jnana) und der größte Feind das Ego (ahamkara). Dann folgt die Beschreibung der sechs physischen Reinigungen (shodhana), die den Shatkriyas entsprechen.

### 2. Asanaprayoga
Das zweite Kapitel behandelt die Yogastellungen, wovon es 8.400.000 geben soll, nämlich für jedes Wesen im All eine; 84 davon seien hervorragend, und von diesen 32 dem Menschen nützlich. Diese werden ausführlich beschrieben.

### 3. Mudraprayoga
Das dritte Kapitel behandelt Mudras, von denen 25 beschrieben werden. Zu diesen gehören bei Gheranda auch einige Bandhas und der Kopfstand, den er viparikakarani nennt. In den Versen 68-81 werden die fünf Elemente (Erde, Wasser, Feuer, Luft, Äther) behandelt.

### 4. Pratyaharaprayoga
Das vierte Kapitel beschreibt Pratyahara, die Festigung und das Zurückziehen der Sinne.

### 5. Pranayamaprayoga
Im fünften Kapitel wird Pranayama, die yogische Atemtechnik, erklärt. Das Kapitel beginnt mit dem idealen Ort der spirituellen Übungen, die in einer Hütte durchgeführt werden, die weder im Wald noch in der Stadt stehen solle, auch das Ausland ist ungeeignet für die Praxis. Dann folgen weitere Regeln bezüglich Zeiten, Nahrung, sexueller Enthaltsamkeit und Blickrichtung. Erst dann werden die eigentlichen Atemtechniken erklärt. Der Vers 84 behandelt das Mantra so’ham.

### 6. Dhyanayoga
Das sechste Kapitel behandelt die Meditation.

### 7. Samadhiyoga
Im letzten Kapitel wird dann abschließend der Zustand von Samadhi beschrieben.